# 山口正
山口 正（やまぐち ただし、1909年（明治42年）8月26日 - 2000年（平成12年）5月26日）は、日本の国文学者。茨城大学名誉教授。上代文学、特に『万葉集』が専門だが、作文教育にも関わった。

## 経歴
鹿児島県加治木(現・姶良市加治木町)生まれ。鹿児島県立加治木中学校 (旧制)を経て、1930年3月第七高等学校造士館 (旧制)文科卒業。1933年東京帝国大学文学部国文科卒業。海城中学校（現・海城高等学校）教諭、1936年長野県飯田中学校（現・長野県飯田高等学校）教諭、釜山高等女学校教諭、水戸高等学校教授、茨城大学文理学部助教授、教養部教授、1975年定年退官、名誉教授。2000年5月26日、虚血性心不全のため死去。
1955年解釈学会を創設、会長。教え子の柴崎芳夫が教育出版センターを設立して解釈学会を支えた。娘は柴崎に嫁し、のち銀の鈴社を興した柴崎俊子。

## 著書
- 『新葉集』新紀元社 少年国文学叢書、1943
- 『万葉修辞の研究』武蔵野書院、1964
- 『児童文の表現』教育出版センター、1968
- 『レトリック理論と作文指導』明治図書出版、1969
- 『万葉集百首歌とその研究』教育出版センター、1970
- 『小学生の目とこころ 児童文の表現』教育出版センター、1972
- 『レトリックの精神と西尾理論 主題・構想・叙述の理論を中心に』教育出版センター 国語教育叢書、1976
- 『コスモス咲くところ　作文の人となって』古稀記念随筆集、教育出版、1979
- 『わが子に作文力をつける お母さんが書ければ子供はぐんぐん伸びる』教育出版センター サンシャインブックス、1982
- 『山口正著作集』全4巻　教育出版センター
第1巻 (万葉修辞の研究)』1984
第2巻 (万葉調の研究)』1984
第3巻 (万葉集序歌の研究)』1985
第4巻 (万葉集百首歌の研究)』1986
- 『レトリック理論と作文指導』教育出版センター 国語教育叢書、1984
- 『西郷隆盛の詩魂 大和にしきを心にぞ』銀の鈴社、銀鈴叢書 1988
- 『物語新葉集』教育出版センター、古典選書 1991

### 共編著
- 『漢字小辞典 よみ方・かき方・意味・使い方の手引』釘本久春共編　港出版合作社、1954
- 『子どもと父母と教師のための小学生の文章教室』1〜6年生 多田公之助共著　教育出版センター、1974-1976
- 『言語文化講座』大沢功一郎共著 児童文化と表現の会編　教育出版センター、大学講義 1988

## 参考
- 『山口正著作集』
- 読売新聞訃報